# جاستن د. فوكس
جاستن د. فوكس (بالإنجليزية: Justin D. Fox)‏ هو محرر وكاتب جنوب أفريقي، ولد في 4 مايو 1967 في كيب تاون في جنوب أفريقيا.